# Véronique Brun Hachémè
Pour les articles homonymes, voir Brun.
Véronique Brun Hachémè, est une femme politique béninoise, ancienne préfet des départements de l'Atlantique et du Littoral et ancienne ministre chargée de la décentralisation dans le gouvernement du président Boni Yayi.

## Biographie
De 2005 à octobre 2008, Véronique Brun Hachémè est préfète des départements Atlantique-Littoral. Elle bataille avec le Forces Cauris pour un Bénin émergent (FCBE) pour gagner la mairie d'Abomey contre le parti Renaissance du Bénin (RB).
Elle est nommée directrice du cabinet civil du Président de la République à la suite du magistrat Nestor Dako, avant que le poste ne soit transmis à Eugène Azatassou.
Au moment des élections de 2016, elle est promue ministre chargée de la décentralisation, de la gouvernance locale, de l’administration et de l’aménagement du territoire dans le gouvernement du président Thomas Boni Yayi,,,,,,.